# Семёновка (Хынчештский район)
Семёновка (рум. Semionovca; до 1944 года — Реӂина Мария, рум. Regina Maria) — село в Хынчештском районе Молдавии. Наряду с селом Минджир входит в состав коммуны Минджир.

## География
Село расположено на высоте 54 метров над уровнем моря.

## Население
По данным переписи населения 2004 года, в селе Семёновка проживает 44 человека (21 мужчина, 23 женщины).
Этнический состав села:
| Национальность | Число жителей | Процентный состав |
| -------------- | ------------- | ----------------- |
| молдаване      | 43            | 97.73             |
| украинцы       | 1             | 2.27              |
| Всего          | 44            | 100%              |